# 體細胞中的同源染色體配對

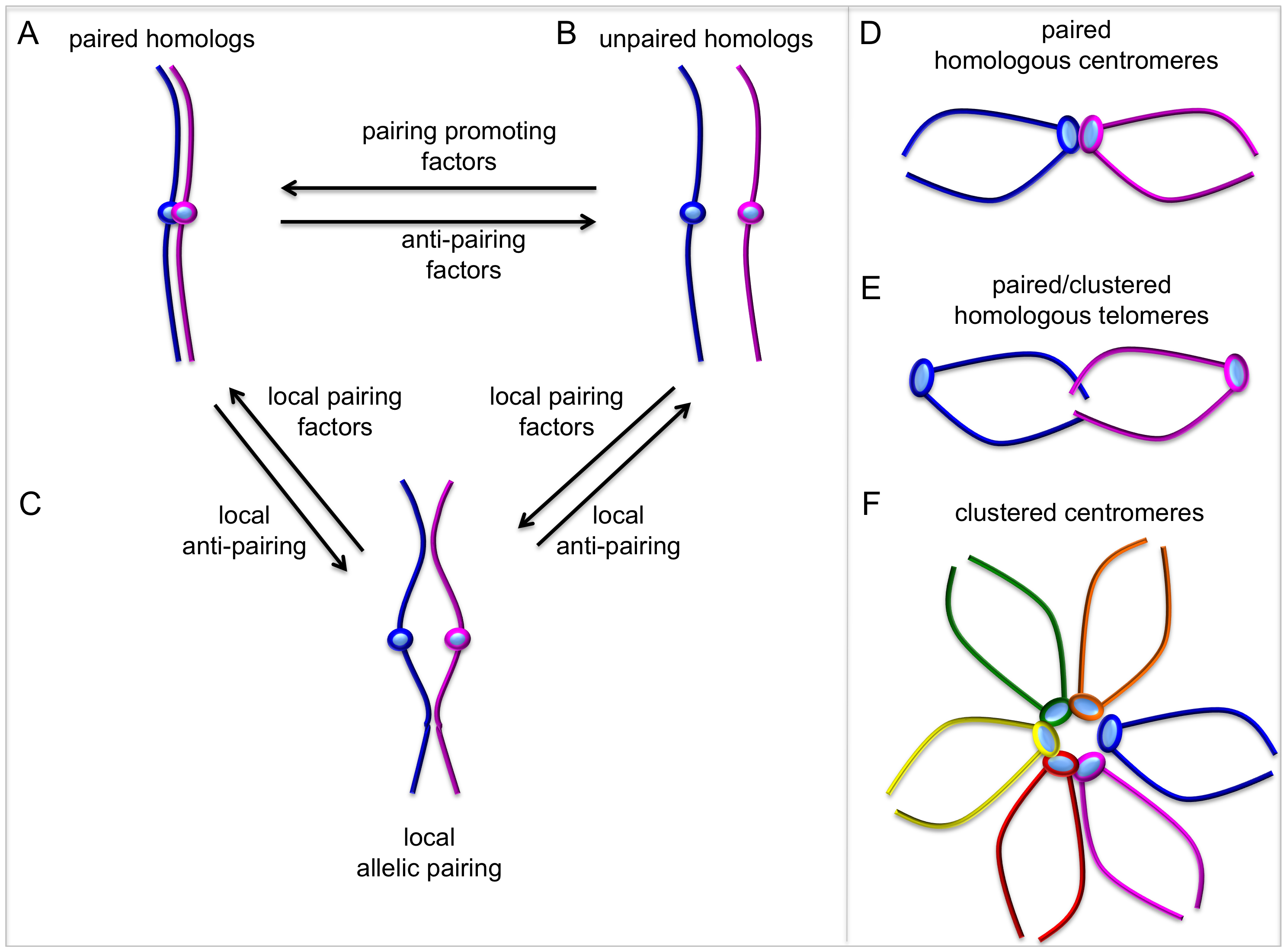
體細胞中的同源染色體配對

體細胞中的同源染色體配對與早期的減數分裂配對類似，已在雙翅目昆蟲（如黑腹果蠅）與芽殖酵母中觀察到這一現象。在哺乳動物中除了幹細胞幾乎沒有配對現象的產生，並且幹細胞中的配對是受到生長信號調節，發生在特定部位的。
儘管減數分裂中的配對過程已經受到廣泛地研究，然而體細胞中發生的配對至今沒有很好地被理解，甚至還不清楚它在機制上是否與減數分裂中發生的配對有關。

## 早期工作
Metz在1916年首次觀察到體細胞中的同源染色體配對，引用了在1907與1908年期間內蒂·史蒂文斯在細胞系的實驗中關於同源染色體配對的描述：
“在這些昆蟲的生活史中可能發生與減數分裂相聯繫的同源染色體配對。”（p.215）
史蒂文斯注意到了這種現象在信息交流與遺傳方面的意義。

## 近年來通過高通量篩選的發現
1998年，確定在黑腹果蠅中同源染色體配對發生在獨立的起始位點。
2002年，第一次採用RNAi篩選（基於DNA FISH）來鑑別調節黑腹果蠅體細胞配對的基因，它們包括40個配對增強子基因和65個“抑制配對”基因，其中許多與人類基因同源。